# Distrito electoral de Chester (condado de Randolph, Illinois)
Chester (en inglés: Chester Precinct) es un distrito electoral ubicado en el condado de Randolph en el estado estadounidense de Illinois. En el Censo de 2010 tenía una población de 9314 habitantes y una densidad poblacional de 93,15 personas por km².

## Geografía
Chester se encuentra ubicado en las coordenadas 37°54′44″N 89°48′13″O / 37.91222, -89.80361. Según la Oficina del Censo de los Estados Unidos, Chester tiene una superficie total de 99.99 km², de la cual 92.7 km² corresponden a tierra firme y (7.29%) 7.29 km² es agua.

## Demografía
Según el censo de 2010, había 9314 personas residiendo en Chester. La densidad de población era de 93,15 hab./km². De los 9314 habitantes, Chester estaba compuesto por el 69.91% blancos, el 25.82% eran afroamericanos, el 0.13% eran amerindios, el 0.29% eran asiáticos, el 0.01% eran isleños del Pacífico, el 2.94% eran de otras razas y el 0.9% pertenecían a dos o más razas. Del total de la población el 5.66% eran hispanos o latinos de cualquier raza.